# Puchar Polski w piłce nożnej (1966/1967)
Puchar Polski w piłce nożnej mężczyzn w sezonie 1966/1967 – 13. edycja rozgrywek, mających na celu wyłonienie zdobywcy Pucharu Polski, który uzyska tym samym prawo gry w Pucharze Zdobywców Pucharów w sezonie 1967/68. Zwycięzcą rozgrywek została Wisła Kraków, dla której był to drugi Puchar Polski w historii klubu. 
Mecz finałowy odbył się 9 lipca 1967 na Stadionie Błękitnych w Kielcach.

## I runda
| Drużyna 1                 | Wynik | Drużyna 2          |
| ------------------------- | ----- | ------------------ |
| Górnik Wesoła             | 2:1   | Victoria Jaworzno  |
| Sparta Zabrze             | 1:2   | Odra Opole         |
| Włókniarz Pabianice       | 1:2   | Garbarnia Kraków   |
| ŁKS Łomża                 | 0:1   | Gwardia Warszawa   |
| Hutnik II Nowa Huta       | 3:1   | Urania Ruda Śląska |
| Polonia Piekary Śląskie   | 4:2   | Unia Racibórz      |
| Odra II Opole             | 1:2   | Górnik Wałbrzych   |
| Wisła Nowe                | 0:3   | Lechia Gdańsk      |
| Gwardia Koszalin          | 2:5   | Arkonia Szczecin   |
| Mazovia Mińsk Mazowiecki  | 0:1   | Stal Mielec        |
| Radomiak Radom            | 1:2   | Motor Lublin       |
| Sokół Nisko               | 1:2   | Unia Tarnów        |
| Karolina Jaworzyna Śląska | 2:3   | Raków Częstochowa  |
| Tęcza Krosno Odrzańskie   | 0:3   | Lech Poznań        |
| Olimpia Elbląg            | 2:1   | Start Łódź         |
| Warmia II Olsztyn         | 1:2   | Arka Gdynia        |
| Avia Świdnik              | 1:2   | Hutnik Nowa Huta   |
| Grunwald Poznań           | 0:2   | Zagłębie Wałbrzych |

## 1/16 finału
Do rywalizacji dołączyły zespoły z I ligi.
| Drużyna 1               | Wynik          | Drużyna 2          |
| ----------------------- | -------------- | ------------------ |
| Garbarnia Kraków        | 3:2            | Górnik Zabrze      |
| Motor Lublin            | 3:1            | Stal Rzeszów       |
| Górnik Wesoła           | 4:1            | Cracovia           |
| Arkonia Szczecin        | 0:1            | Zawisza Bydgoszcz  |
| Raków Częstochowa       | 3:0            | Hutnik Nowa Huta   |
| Gwardia Warszawa        | 2:1            | Szombierki Bytom   |
| Odra Opole              | 3:1            | Śląsk Wrocław      |
| Zagłębie Wałbrzych      | 0:1            | Polonia Bytom      |
| Arka Gdynia             | 3:3 pd. k. 4:3 | ŁKS Łódź           |
| Lechia Gdańsk           | 2:1            | Pogoń Szczecin     |
| Unia Tarnów             | 0:3            | GKS Katowice       |
| Polonia Piekary Śląskie | 0:2            | Górnik Wałbrzych   |
| Hutnik II Nowa Huta     | 0:3            | Ruch Chorzów       |
| Stal Mielec             | 0:2            | Wisła Kraków       |
| Olimpia Elbląg          | 0:2            | Legia Warszawa     |
| Lech Poznań             | 0:1            | Zagłębie Sosnowiec |

## 1/8 finału
| Drużyna 1        | Wynik | Drużyna 2          |
| ---------------- | ----- | ------------------ |
| Lechia Gdańsk    | 0:1   | GKS Katowice       |
| Motor Lublin     | 0:1   | Garbarnia Kraków   |
| Gwardia Warszawa | 3:0   | Zawisza Bydgoszcz  |
| Odra Opole       | 7:2   | Polonia Bytom      |
| Górnik Wesoła    | 1:2   | Raków Częstochowa  |
| Górnik Wałbrzych | 0:2   | Ruch Chorzów       |
| Wisła Kraków     | 3:1   | Legia Warszawa     |
| Arka Gdynia      | 1:3   | Zagłębie Sosnowiec |

## Ćwierćfinały
| Drużyna 1         | Wynik          | Drużyna 2          |
| ----------------- | -------------- | ------------------ |
| Ruch Chorzów      | 0:1            | Wisła Kraków       |
| Gwardia Warszawa  | 0:1 pd.        | Odra Opole         |
| Raków Częstochowa | 1:1 pd. k. 4:2 | Garbarnia Kraków   |
| GKS Katowice      | 3:0            | Zagłębie Sosnowiec |

## Półfinały
Uczestnicy tej fazy rozgrywek reprezentowali w sezonie 1966/1967 następujące poziomy ligowe:
- I liga (pierwszy poziom) – 2 drużyny:

Wisła Kraków, GKS Katowice
- II liga (drugi poziom) – 1 drużyna:

Odra Opole
- III liga (trzeci poziom) – 1 drużyna:

Raków Częstochowa
| Drużyna 1         | Wynik | Drużyna 2    |
| ----------------- | ----- | ------------ |
| Raków Częstochowa | 2:1   | Odra Opole   |
| Wisła Kraków      | 1:0   | GKS Katowice |

| 21 czerwca 1967 | Raków Częstochowa | 2:1   | Odra Opole |                                                                                            |
|                 | Kruk 2', 64'      | (1:0) | Brejza 69' | Stadion Victorii Częstochowa, Częstochowa Widzów: 8 000 Sędzia: Włodzimierz Karolak (Łódź) |

| 28 czerwca 1967 | Wisła Kraków | 1:0   | GKS Katowice |                                                                         |
| 17:30           | Lendzion 64' | (0:0) |              | Stadion Miejski, Kraków Widzów: 10 000 Sędzia: Wacław Majdan (Warszawa) |

## Finał
Uczestnicy tej fazy rozgrywek reprezentowali w sezonie 1966/1967 następujące poziomy ligowe:
- I liga (pierwszy poziom) – 1 drużyna:
 Wisła Kraków
- III liga (trzeci poziom) – 1 drużyna:
 Raków Częstochowa

| Drużyna 1    | Wynik   | Drużyna 2         |
| ------------ | ------- | ----------------- |
| Wisła Kraków | 2:0 pd. | Raków Częstochowa |

| 9 lipca 1967 | Wisła Kraków              | 2:0 (pd.)       | Raków Częstochowa |                                                                                       |
| 17:00        | Sykta 107' · Skupnik 111' | (0:0, 0:0, 0:0) |                   | Stadion Błękitnych Kielce, Kielce Widzów: 6 000 Sędzia: Stanisław Eksztajn (Warszawa) |